# Midhirst
Midhirst est une petite localité de la région de Taranaki, située sur l’Île du Nord en Nouvelle-Zélande.

## Situation
C’est un village localisé à approximativement 4 km au nord de la ville de Stratford, sur le trajet de la route State Highway 3 /S H 3 (en).
La ville d’Inglewood est à 17 km (soit 11 mi) au nord de Midhirst, et celle de New Plymouth est à 35 km (soit 22 mi) vers le nord-ouest,.

## Population
Selon le recensement de 2013 en Nouvelle-Zélande, Midhirst avait une population de 234 habitants, en augmentation de 9 personnes depuis le recensement de 2006.

## Activité
Midhirst est le siège de l’école de « Midhirst School », de la « Midhirst Tavern », et d’un certain nombre d’autres installations commerciales.

## Éducation
L’école de « Midhirst School » est une école mixte, assurant tout le primaire, allant de l’année 1 à 8 avec un effectif de 114 élèves en 2019.
L’école fut fondée en 1880.

## Autres lectures

### Travaux historiques généraux
- (en)Nancy Alsop et al., Midhirst School and districts centennial, 1880-1980, Midhirst, [N.Z.] ; Stratford, [N.Z.], Jubilee Committee ; Stratford Press, 1981
- (en)Reeve Youngman, Perhaps-ies: early days Canterbury and Taranaki, Mt. Maunganui, [N.Z.] ; Hastings, [N.Z.], R. Youngman ; Hart Printing, 1965

### Histoire de l’activité commerciale
- Midhirst Dairy Company, 1895-1945, : Midhirst, [N.Z.], Midhirst Co-operative Dairy Factory Company, 1945
- Midhirst Dairy Company, 1895-1970, : Midhirst, [N.Z.], n.p., 1970.

### Cartes
- (en)New Zealand Minimaps Ltd., Kiwi minimap New Plymouth, 20 Taranaki towns & district map: includes: Eltham, Hawera, Inglewood, Kaponga, Lepperton, Manaia, Midhirst, Mokau, Normanby, Oakura, Ohawe Beach, Okato, Onaero, Opunake, Patea, Rahotu, Stratford, Urenui, Waitara, Waitotara & Waverley. (4th ed.), Christchurch, [N.Z.], Minimaps Ltd., 2000

NOTE: Scale = 1:35,000 and 1:275,000
- (en)New Zealand Minimaps Ltd., Kiwi minimap New Plymouth, 20 Taranaki towns & district map: includes: Eltham, Hawera, Inglewood, Kaponga, Lepperton, Manaia, Midhirst, Mokau, Normanby, Oakura, Ohawe Beach, Okato, Onaero, Opunake, Patea, Rahotu, Stratford, Urenui, Waitara, Waitotara & Waverley. (5th ed.), Christchurch, [N.Z.], Minimaps Ltd., 2001

NOTE: Scale = 1:35,000 and 1:275,000

### Écoles
- (en) Midhirst School : 75th anniversary 1880-1955, jubilee celebrations, 22,23,24 octobre 1955
- (en)Nancy Alsop et al., Midhirst School and districts centennial, 1880-1980, Midhirst, [N.Z.] ; Stratford, [N.Z.], Jubilee Committee ; Stratford Press, 1981

- New Zealand Gazetteer